# Луців Роман Васильович
Луців Роман Васильович (23.10.1937 — 12.06.2012) — кандидат фізико-математичних наук, заслужений професор (2004) ЛНУ імені Івана Франка.

## Біографія
Закінчив фізичний факультет Львівського університету (1959). У 1959–67 лаборант, інженер, завідувач проблемної НДЛ росту та дослідження фізичних властивостей кристалів, 1967–68 асистент, 1974–94 доцент, 1994–97 професор кафедри фізики напівпровідників, 1968–70 начальник НДЧ, 1995–97 заступник декана з наукової роботи фізичного факультету, 1997—2012 завідувач кафедри радіоелектронного матеріалознавства, 1970–74 проректор з навчальної роботи Львівського університету.

## Наукові інтереси
Наукові інтереси: технологія та дослідження властивостей вузькощілинних напівпровідникових твердих розчинів халькогенідів ртуті; експериментальні дослідження сильнокорельованих електронних систем, у тому числі сполуки з проміжною валентністю; теоретичне та експериментальне дослідження електронних та магнітних властивостей високотемпературних надпровідникових матеріалів.

## Досягнення
Автор близько 400 наукових праць, 25 авторських свідоцтв, 2 патентів на винахід. Медаль «Винахідник СРСР» (1982), Державна премія УРСР у галузі науки і техніки (1984).